# Địa dư chí
Địa dư chí là một thư tịch cổ Hán-Nôm do Phan Huy Chú viết tay. Không rõ sách được xuất bản năm nào nhưng sách gồm 54 trang. Phần đầu gồm 21 tờ không ghi rõ tên sách, chép tiểu truyện nhân vật lịch sử như: Lưu Tiệp, Ngô Thì Nhậm, Nguyễn Thế Lịch, Phạm Tu, Phạm Quý Thích, Nguyễn Tự Cường, Vũ Duệ...nhưng chưa biết chính xác là biên soạn hay chép theo sách nào. Từ tờ 22 trở đi chép lại sách Hoàng Việt địa dư chí. Cuối sách có ghi niên hiệu Tự Đức thứ 24 tức năm 1871, có lẽ đó là niên hiệu của bản gốc đã dùng để sao chép:
Quyển 1: Thuận Hóa, Quảng Bình, Quảng Nam, Biên Hòa, Hà Nội, Nam Định, Kinh Bắc, Sơn Tây, Hải Dương.
Quyển 2: An Quảng, Hưng Hóa, Tuyên Quang, Thái Nguyên, Lạng Sơn, Thanh Hóa, Nghệ An.